# Турку
Ту́рку (древ. рус. Кабы, устар. А́бо, фин. Turku МФА: [ˈturku]о файле, швед. Åbo МФА: [ˈoːbu]о файле) — город и порт, расположенный на юго-западе Финляндии у впадения реки Аурайоки в Архипелаговое море. Административный центр провинции Варсинайс-Суоми.
Число жителей (на конец 2023 года) — 201 889 человек — это шестой по населению город в Финляндии, а с учётом пригородов (на конец 2023 года) — третья городская агломерация (310 626 человека) в стране после Хельсинки и Тампере
Город официально двуязычный: финский язык в качестве основного используют 87,7 % населения; шведский язык является родным для 5,3 % (2009). Турку считается воротами на Запад, а европейская магистраль E18 связывает его как с Санкт-Петербургом, так и со Стокгольмом. В городе находится крупный порт, осуществляющий грузовое и пассажирское сообщение с Аландскими островами и Швецией. Аэропорт Турку является пятым по величине и вторым по грузоперевозкам в Финляндии.
Турку известен как научный и культурный центр: с XIII века здесь действовали две школы, а в 1640 году основан первый университет — Королевская академия Або и первая в Финляндии типография. В 1772 году в городе стала издаваться первая в Финляндии газета. В 2011 году Турку совместно с Таллином был избран культурной столицей Европы.
В настоящее время в городе сконцентрировано около 50 % биотехнического производства и почти 60 % диагностической промышленности страны.
Традиционно Турку считается «рождественским городом», где устанавливается главная рождественская ель страны и ежегодно проходит большое количество культурных мероприятий.
По опросам общественного мнения, в 2012 году Турку занимал второе место по уровню привлекательности для проживания среди граждан Финляндии, а по опросам 2013 года, жители города были наиболее довольны своим местом жительства среди других горожан страны.

## История

### Этимология
Шведское название города Åbo ([ˈoːbu]) состоит из двух слов: å («река») и bo («жить») и переводится как живущие вдоль реки. До 1917 года в русском языке употреблялся латинизированный вариант наименование города как Або (от лат. Aboensis, впервые употреблённого в 1270 году в документах епископа Катиллуса), а губернии соответственно как Або-Бьёрнеборгской.
Финское название Turku ([ˈturku]) этимологически связано с древнерусским търгъ (в настоящее время — торг). Из того же славянского источника происходят название города Torgau (в.-луж. Torhow) в Германии и шведское слово torg. Все обозначенные слова означают место торговли, рынок.

### Железный век (500 до н. э. — 1250)
Долина между рекой Аурайоки и Вяхяйоки — оживленный торговый перекрёсток, обжитый сельскими жителями, — место пересечения водных и сухопутных торговых путей. Одно из ранних свидетельств этого — захоронение доримского железного века Ханнуниитту в Курала. Археологические находки римского железного века становятся уже более распространенными: В Маариа изучено большое древнее капище в Кярсямяки, в районе Курала города Турку на холме Ристимяки исследовано капище Вендельского периода — здесь сжигали умерших. Другие древние кладбища времён викингов и крестовых походов в Сарамяки в Маариа и в Киркомяки Каарина.
Имеются предположения, что выше порогов Халинен по течению Аурайоки могли жить во времена крестовых походов или в начале средневековья новгородские купцы. Это мнение подтверждают напоминающие русские захоронения — курганы в долине реки Аурайоки. Также викинги строили курганы. Древне-славянское по происхождению слово Турку и начало названия части города Пааскунта, напоминающее по мнению лингвистов слово погост, тоже могли бы рассказать о связях с новгородцами. Но надёжных археологических или исторических свидетельств о торговых связях с Новгородом в долине Ауры не обнаружено.
В 1155 году шведский король Эрик IX совершил свой первый крестовый поход в Финляндию. Вместе с королём в страну прибыл католический епископ Уппсалы, предположительно англичанин, Генрих, который возглавил миссионерскую епархию в провинции Сатакунта и Хяме. Хроники называют Святого Генриха первым епископом Финляндии. Согласно легенде о Святом Генрихе в 1156 году епископ Генрих был убит финном-язычником Лалли, а его тело погребено в церкви Ноусиайнен, 20 км от нынешнего Турку. Согласно русским авторам XIX века, в 1191 году новгородцы совместно с карелами совершили морской поход в Финляндию против шведов, на территорию нынешнего Турку (дословно — взяли ещё не образованный город Турку). В шведских хрониках и в новгородских летописях об этом нет упоминаний.
В 1216 году папа римский Иннокентий III признал Эрика Кнутссона королём Швеции и наделил его правом назначать в Финляндию епископов, что означало полное подчинение миссионерской епархии в Сатакунта и Хяме Уппсальской архиепископии и вхождение Финляндии под полный протекторат Швеции.

### Средневековье (1229—1500)
Начало возникновения городского поселения Турку историки относят ко времени понтификата папы римского Григория IX, основываясь на его письме, датированным 23 января 1229 года. В тексте послания понтифика даётся разрешение перенести резиденцию епископа Або в более подходящее место, что, вероятно, означало перенос кафедры из Ноусиса в Коройс, который ныне расположен несколько выше по течению реки Аурайоки от современного городского центра Турку.
В связи с дальнейшим отступлением моря и обмелением гавани Коройса (Коройнена), не дававшем ганзейским купцам подниматься на судах к центру, городское поселение в XIII веке было перенесено ближе к устью реки, где была заложена новая гавань, начато каменное строительство, а конфигурации нового городского центра приобрели определённую структуру. На руинах же церкви Коройнена в настоящее время воздвигнут белый поклонный крест, а к территории примыкают две церкви XIV века — Святой Марии и Святой Екатерины.
После 1250 года в городе на холме Униканкаре стали возводить каменный кафедральный собор в связи с чем в 1286 году, после смерти епископа Катиллуса, резиденцию епископа перенесли на новое место, расположенное близ собора. Построенный в 1300 году на изгибе реки Аурайоки кафедральный собор был освящён епископом Турку Мауну I (1291—1308). Первое упоминание названия поселения на латыни относится к 1270 году, когда в тексте документа епископ Або Катиллус указывает наименование жителей как «Aboensis».
После второго крестового похода шведов в Финляндию, около 1280 года на скалистом островке в устье реки Аурайоки началось строительство шведской военной базы, позволявшей контролировать торговлю и движение судов по реке. Из-за подъёма суши остров с течением времени соединился с материком, а бывшее военное укрепление превратилось в Абоский замок на мысе Ани, в зоне современного городского порта.
Статус городского поселения Або-Турку получил в 1290-х годах, но лишь после 1309 года имеется документ, в котором Або называют собственно «городом»: «universitas ciuitatis Aboensis» («общество города Або было свидетелем [произошедших выборов епископа в новом соборе]»). С этого времени известна печать и герб города.
В 1318 году новгородцы полностью сожгли город, но после заключения мира Або стал вновь отстраиваться, так как права жить, заниматься ремеслом и торговать в этом месте добивались многочисленные купцы. Ратуша, выдающая права и управляющая городом, упоминается первый раз в 1324 году.
В 1323 году был заключён Ореховский мир, установивший границы между Новгородской землёй и Шведским королевством. Столкновения с Новгородской республикой прекратились, в связи с чем началось процветание города. К этому периоду относится и вступление Або в Ганзейский союз.
Город разрастался спонтанно вокруг кафедрального собора и рыночной площади, вокруг которых поселились немецкие колонисты. Через некоторое время городские строения достигли Мятяярви, а в 1414 году через реку Ауру был построен первый мост в связи с чем стал осваиваться западный берег. Далее городское поселение разрасталось более упорядоченно между Кроопи и Сторожевой горой.
Площадь средневекового города составляла чуть больше 20 гектаров. Резиденция епископа и доминиканский монастырь делали Або-Турку религиозным и образовательным центром. Существовавшие в Турку оживлённые торговый и мореходный пути, сделали город самым крупным в Финляндии и одним из крупнейших городов Шведского королевства.
В 1409 году в Турку начали чеканить собственные деньги, которые отличались по ценности от используемых в Швеции.

### Финляндское герцогство (1500—1809)
Несмотря на укреплённый при правителе Финляндии Карле Кнутссоне Абоский замок, город несколько раз подвергался завоеваниям и грабежам. Крупнейшие из них — в 1509 и 1522 годах совершили датчане. В период Кальмарской унии, объединившей Данию, Швецию и Норвегию против Ганзы, Турку, как и вся Финляндия, стал опорным пунктом датчан в борьбе за господство на Балтике.
В 1523 году Абоский замок, захваченный датчанами, после длительной осады был взят сторонниками нового короля Швеции Густава I Васы (1523—1560). Изгнание иноземцев из замка и Финляндии стало следствием так называемой «Стокгольмской кровавой бани», когда молодой Густав Васа возглавил восстание против последнего короля унии Кристиана II, сверг его и был провозглашён королём Швеции.
На общем собрании сословий в 1527 году было принято решение, что вся церковная недвижимость передаётся в собственность шведской короны, а монарх становится главой церкви и с этого времени лично утверждает назначение епископов. Так Турку, как и вся Финляндия и Швеция, порвал отношения с католической церковью.
Проведённая религиозная реформа, ставшая результатом не восторженного восприятия нового учения, а жёсткой борьбы за власть, радикально изменила политическую и культурную жизнь Турку, как главного города Финляндии. Первым проповедником нового лютеранского вероучения — «евангелизма» в Турку стал Петрус Сяркилахти.
Огромную роль в реформации сыграл епископ Турку Микаэль Агрикола (ок. 1510—1557), названный позже «отцом финского языка и литературы». Агрикола начал процесс перевода Библии на финский язык ещё в Виттенберге, где он учился под руководством Мартина Лютера. Новый Завет был выпущен в 1548 году, а ещё раньше напечатан букварь. В Турку Агрикола был ректором кафедральной школы и каноником, а с 1550 года — епископом. Им переведена на финский язык большая часть Ветхого Завета и изданы церковные требники. Самым значительным событием стало появление «Книги библейских молитв» — шедевра литературного творчества Шведского королевства XVI века. За основу литературного финского языка Микаэль Агрикола взял диалект Турку. Кроме того, текст был дополнен словами и поговорками из других финских наречий. Финская литература была для Микаэля Агриколы делом всей его жизни и большую часть своих произведений он издал на собственные средства.
В связи с предпринятой королём Швеции Густавом Васой административной реформой, престолонаследие стало родовым и кронпринцем был объявлен старший сын монарха — Эрик. Младшие сыновья получили титулы герцогов, в связи с чем во главе Финляндского герцогства встал 19-летний Юхан. Период его правления с 1556 по 1563 годы — является самым плодотворным и спокойным в истории города. Желая жить согласно своему новому статусу, молодой герцог подверг перестройке Абоский замок, который приобрёл вид дворца эпохи Возрождения.
|               |                             |                              |                |                 |
| Абоский замок | Герцог Финляндский Юхан III | Герцогиня Катерина Ягеллонка | Интерьер замка | У входа в замок |

Брак с Катериной Ягеллонкой, сестрой польского короля, связал Юхана III со старинным княжеским родом Ягеллонов. В сочельник 1562 года герцогиня приехала в Турку с богатым приданым и свитой слуг, в связи с чем празднество продолжалось два дня.
С приездом герцогини в Турку появилась мода на польско-итальянскую дворцовую культуру. Придворные состояли из шведских, немецких, польских и финских аристократов, а на ежедневных трапезах присутствовало более 600 человек. Герцогская чета использовала для охоты дворцовый лесной парк в Руиссало, где до сего времени в долине «Катарина» показывают камень, по преданию использовавшийся в качестве стола герцогской четой.
Уровень жизни ремесленников в Турку значительно вырос благодаря заказам коронованных особ и их окружения, а финская прислуга очень любила своего герцога, который мог непринуждённо говорить с простыми людьми по-фински. Честолюбивый Юхан III мечтал о своём государстве, в которое кроме Финляндии входила бы и часть балтийских земель. Пришедший на шведский престол брат Юхана — Эрик XIV развязал войну с Польшей и, прислав войска в Турку, пленил своего брата, заточив его в шведскую тюрьму Грипсхольма. Катарина Ягеллонка в ответ на предложенную ей свободу указала на обручальное кольцо, где по-латыни было написано Donec mors nos separaverit («Пока смерть не разлучит нас») и последовала в заключение за своим супругом.
В 1568 году король Эрик XIV сочетался браком с уроженкой Финляндии Катариной Монсдоттер. Она была дочерью простого капрала Монса, крестьянина из деревни Меделпада, дослужившегося потом до капитанского чина. Когда девочке было тринадцать лет, она так поразила своей красотой короля, встретившего её на рынке Турку, где она продавала орехи, что он взял её во дворец, дал прекрасное образование и сделал придворной дамой своей сестры Елизаветы. Вскоре Катарина сделалась фавориткой Эрика, а её прежний жених прапорщик Максимилиан, пришедший проститься со своей невестой, был убит по приказу страдавшего подозрительностью Эрика XIV.
В 1568 году в ходе дворянского бунта Эрик XIV был свергнут своим братом Юханом III и заточён в Стокгольмском замке. В августе 1569 года приверженцы Эрика организовали заговор с целью его освобождения, в связи с чем Эрик был перевезён в Турку и заключен в Абоской крепости. В 1571 году Эрика и его супругу Катарину переправили в Кастельхольм, а затем в Грипсхольм.
В 1573 году чету разлучили: Эрика отправили в тюрьму в Вестеросе, где он скончался в феврале 1577 года (современное вскрытие показало, что короля отравили мышьяком), а Катарину вместе с детьми возвратили в Турку, где она с 1581 года владела усадьбой в Лиуксиала, а также тремя другими поместьями. Скончалась Катарина Монсдоттер в 1612 году и была погребена в усыпальнице кафедрального собора Турку.
В период правления короля Юхана III Финляндия получила статус Великого герцогства, превратившись из шведской провинции в отдельную область королевства, получив свой герб с главным символом — льва, держащего в лапе прямой меч западного типа и попирающего лапами изогнутый восточный меч. Вторым новшеством стало создание Юханом института представительной власти — собрания четырёх сословий — дворян, духовенства, бюргеров и крестьян, именовавшихся изначально «собранием господ», а со второй половины XVI века получивших название «риксдаг».
Во время русско-шведской войны 1590—1595 годов русские войска подошли к Або-Турку, но взять город не смогли.
Конец XVI века закончился для Турку кровавыми событиями: когда сын короля Юхана III католик Сигизмунд III наследовал шведский престол, против него выступил его дядя, третий сын Густава I Васы — Карл IX. В это время наместником в Турку и Финляндии был маршал Клас Флеминг.
В 1597 году у стен Абоской крепости разгорелась битва в которой Клас Флеминг сохранил крепость за собой. В 1599 году осада крепости повторилась. Во время осады сам Клас Флеминг скончался, а его вдова Эбба Стендок отвергла капитуляцию. Крепость тем не менее была сдана путём предательства.
С начала XVII века Турку стал административным центром Финляндии, местопребыванием шведского генерал-губернатора и главы финской лютеранской церкви.
В 1624 году в Турку появилась первая в Финляндии профессиональная организация, объединившая городских сапожников.
Одной из самых значимых фигур в XVII веке для Турку был генерал-губернатор граф Пер Браге Младший. Он прибыл в Турку в 1637 году и по его инициативе был разработан генеральный план развития города с широкими улицами, обрамлёнными домами в стиле барокко. Горожане восточной «Великой половины» города упорно сопротивлялись изменениям, но в «малой», западной части города, в районе Аннинкайнен план был осуществлён: появились новые улицы — Аннинкайстенкату, Брахенкату и Кунингаттаренкату (названа в честь молодой шведской королевы Кристины).
В 1628 году король Швеции Густав II Адольф учредил в городе гимназию, которая с 1640 года стараниями графа Пера Браге была преобразована в университет — Королевскую академию Або, где стали обучаться чиновники и священнослужители для Финляндии (до этого они проходили обучение за границей, в частности, в Париже). 15 июля 1640 года университет был торжественно открыт, а Пер Брахе избран его первым канцлером.
Университет готовил врачей, священников, юристов, преподавателей этики, истории, ораторского искусства, природоведения, математики, физики, ботаники, древнееврейского и греческого языков. В 1642 году при университете была открыта первая в Финляндии типография и начал работу первый книжный магазин. В год открытия университета в него записалось 249 студентов, а в последующие годы поступало по 50-100.
В 1713 году в ходе Северной войны Пётр I начал военные действия в Финляндии и 8 сентября (28 августа по стар.стилю) русские войска под начальством Петра I и генерал-адмирала графа Фёдора Апраксина заняли столицу Финляндии Турку. Этот период отмечен в истории как Великое лихолетье для гражданского населения. Войска оставались в городе вплоть до окончания войны в 1721 году и подписания Ништадского мира.
Во время русско-шведской войны-реванша, начатой Швецией в 1741—1743 годах русские войска под начальством графа Александра Брюса 19 (8) сентября 1742 года заняли Турку. В городе находилась резиденция российского генерал-губернатора. После заключения Абоского мира, завершившего войну, город вновь был возвращён Швеции, хотя у Швеции уже не осталось сил защищать Финляндское княжество и присоединение его к Российской империи было лишь делом времени.
В 1750-х годах население Турку составляло около 6 тысяч человек, в городе развивалось судостроение (в 1741 году была заложена новая верфь), учреждены банк и кредитно-учётная контора, в 1790-х годах возникли городские экономическое и музыкальное общества, театральная труппа.

### Великое княжество Финляндское (1809—1917)
В феврале 1808 года Россия и Швеция вновь начали русско-шведскую войну, а уже 10 (22) марта 1808 года войска генерала Дмитрия Шепелева заняли Або-Турку.
По Фридрихсгамскому мирному договору, подписанному в 1809 году, Финляндия отошла к России под официальным названием Великого княжества. Император Александр I, принявший титул Великого князя Финляндского, гарантировал сохранение в стране её прежних законов и деятельность законодательного органа — Сейма. Або был столицей Великого княжества Финляндского в 1809—1812 годах. Город вступил в период спокойного развития: в период с 1802 года по 1815 год вблизи Кафедрального собора по проекту стокгольмского архитектора Карла Гьёрвеля было построено новое здание Королевской Академии (строительство завершал — архитектор Карло Басси); в 1810—1811 годах на берегу реки Аурайоки по проекту К. Басси было выстроено двухэтажное здание общественного клуба.
В 1814 году из Ревеля в Або-Турку переезжает малоизвестный в тот период немецкий архитектор Карл Людвиг Энгель, который очень быстро становится одной из значимых фигур культурной жизни как города, так и всей Финляндии. По его проекту в Або-Турку в 1815—1818 годах было построено здание обсерватории.
Стремление Российской империи сделать Великое княжество Финляндское более независимым от Швеции предполагало изменение столичного статуса Або-Турку, в связи с этим перенос столицы в Гельсингфорс был предрешён: в 1812 году указом императора Александра I в Гельсингфорсе началось интенсивное строительство, а в 1817 году туда уже был переведён финляндский сенат. После этого Або-Турку стал губернским городом Або-Бьёрнеборгской губернии. Он был конечным пунктом ветки финляндской железной дороги Тойала-Турку, а также остался местом пребывания губернатора, главы Евангелическо-лютеранской церкви, иностранных консулов и судебной палаты (Hofratt, с 1623 года).
Бушевавший в городе с 4 на 5 сентября 1827 года опустошительный пожар почти полностью уничтожил все строения: в огне погибло около 2,5 тысяч зданий и большое количество жителей.
После пожара город был отстроен по новому плану, разработку которого осуществил в 1828 году архитектор Карл Энгель, использовавший фиксационный план 1808 года, выполненный Тилбергом. Городские предместья в это время распространились до Лилль-Хейккиля, Куппис, Каарина и Стур-Хейккиля. Также после пожара университет был перенесён в Гельсингфорс.
В 1829 году главным городским архитектором был назначен Пер Юхан Гюлих, а в городе также трудились архитекторы Е. Ю. Веннерквист, К. К. Юнссон и К. Ф. Бек, строившие в стиле русского ампира.
Город был важным центром судостроения. В первой половине XIX века в Або строились гребные суда, затем он стал одним из первых центров парового судостроения. В 1851 году в Турку был спущен на воду паровой фрегат Рюрик, построенный для Военно-морского экипажа Великого княжества Финляндского. В 1854 году спущена на воду первая российская винтовая канонерская лодка, в 1870-х года — колёсные пароходофрегаты «Рюрик» и «Олаф», с 1878 года развернулось строительство миноносок, с 1880 года — канонерских лодок, с 1892 года — минных крейсеров. Одним из наиболее передовых по всей России считался Абосский судостроительный завод В. Крейтона.
По данным 1880 года население города составляли: финны — 53,6 %, шведы — 41,9 %.
Общее население города в конце XIX века около 23,7 тыс. жителей. Действовали хлопкопрядильная, табачная фабрики, машиностроительный завод, судостроительный завод Крейтона с тремя эллингами и другие верфи (в 1907 около 490 фабрик и заводов, свыше 8,2 тыс. рабочих).
Действовало свыше 460 торговых фирм, отделение Финляндского банка.
Имелось 35 учебных заведений, в том числе 6 лицеев, женские училища, коммерческий институт. При экономическом обществе действовала постоянная выставка изделий финляндской промышленности.

### Независимая Финляндия
В начавшейся вскоре после обретения Финляндией независимости гражданской войне Турку был, как и все крупные города, в руках «красных». Война, однако, была быстротечной, и к весне 1918 года красные отступили из города.
В 1918 году были воссозданы шведоязычный университет Академия Або и финноязычный Университет Турку.
В 1932 году в Турку на судоверфи «Крейтон-Вулкан» был спущен на воду броненосец Вяйнямёйнен.
В годы Зимней войны и советско-финской войны 1941—1944 годов город пострадал от бомбёжек СССР. Также пострадал Замок Турку, а его окрестности и район Мартти почти полностью сравняли с землёй.
За время Зимней войны Советский союз сбросил на Турку около 4000 бомб, из-за которых пострадало свыше 600 зданий. От бомбардировок погибло 52 человека и был ранен 151. Турку был вторым после Выборга самым бомбардируемым городом.
После завершения войны у президента и главнокомандующего Финляндии Густава Маннергейма была идея перенести столицу из Хельсинки в Турку, так как после заключения Московского перемирия в 1944 году Финляндия была обязана представить СССР в аренду взамен мыса Ханко полуостров Порккала с окрестностями, что всего в 17 км от Хельсинки.
25 июня 2013 года, в честь 60-летия установления побратимских связей между Турку и Санкт-Петербургом, город в сопровождении президента Финляндии Саули Нийнистё посетил президент России Владимир Путин, который открыл на площади перед музеем Forum Marinum мемориальную доску и был удостоен почётной медали со стороны мэра Турку — Алекси Ранделла.

## Физико-географическая характеристика

### Географическое положение
Турку находится на юго-западной оконечности Финляндии, в устье реки Аурайоки при впадении её в Архипелаговое море (фин. Saaristomeri). Общая территория города на 2011 год составляет 306,37 км² из которых 245,67 км² занимает суша, 57,24 км² — морская поверхность, а 3,46 км² — внутренние водоёмы.
| С-З | Наантали ~ км / 16 км Райсио ~ км / 8 км          | Оулу ~ км / 645 км Пори ~ км / 141 км Раума ~ км / 92 км Хапаранда ~ км / 778 км | Тампере ~ км / 157 км                                                   | С-В |
| З   | Мариехамн 110 км /159 км Стокгольм 250 км /320 км | Роза ветров                                                                      | Сало ~ км / 52 км Хельсинки ~ км / 165 км Санкт-Петербург ~ км / 548 км | В   |
| Ю-З |                                                   | Драгсфьярд ~ км / 90 км                                                          | Таллин 170 км / 230 км                                                  | Ю-В |

### Часовой пояс
Турку, как и вся Финляндия, находится в часовом поясе, обозначаемом по международному стандарту как Eastern European Time (EET). Смещение относительно UTC составляет +2:00 (зимнее время) / +3:00 (летнее время), так как в этом часовом поясе действует переход на летнее время.

### Климат
| Показатель                                       | Янв.  | Фев. | Март  | Апр.  | Май  | Июнь | Июль | Авг. | Сен. | Окт. | Нояб. | Дек.  | Год   |
| ------------------------------------------------ | ----- | ---- | ----- | ----- | ---- | ---- | ---- | ---- | ---- | ---- | ----- | ----- | ----- |
| Абсолютный максимум, °C                          | 8,5   | 10,2 | 15,8  | 24,5  | 30,0 | 31,6 | 32,1 | 31,1 | 24,5 | 18,0 | 11,3  | 10,0  | 32,1  |
| Средний максимум, °C                             | −1,7  | −2,1 | 2,0   | 8,8   | 15,5 | 19,5 | 22,3 | 20,5 | 14,9 | 8,8  | 3,0   | −0,1  | 9,3   |
| Средняя температура, °C                          | −4,4  | −5,2 | −1,6  | 4,0   | 10,2 | 14,5 | 17,5 | 16,0 | 10,9 | 5,9  | 0,8   | −2,6  | 5,5   |
| Средний минимум, °C                              | −7,3  | −8,3 | −4,9  | −0,2  | 4,8  | 9,3  | 12,6 | 11,6 | 7,2  | 3,2  | −1,6  | −5,3  | 1,8   |
| Абсолютный минимум, °C                           | −34,8 | −28  | −23,7 | −10,9 | −5,8 | −1,2 | 1,8  | 0,2  | −5,2 | −15  | −19,8 | −27,5 | −34,8 |
| Норма осадков, мм                                | 61    | 42   | 43    | 32    | 39   | 59   | 79   | 80   | 64   | 78   | 76    | 70    | 723   |
| Источник: Финляндский метеорологический институт |       |      |       |       |      |      |      |      |      |      |       |       |       |

## Население
По данным 1880 года, население города составляли: финны — 53,6 %, шведы — 41,9 %.
Общее население города в конце XIX века около 23,7 тыс. жителей.
В 2009 году финский язык в качестве основного использовали 87,7 % жителей Турку, а шведский язык является родным для 5,3 % населения. Другие национальные группы представлены различными союзами и обществами: действует Русский клуб, в 2009 году зарегистрировано Общество украинцев в Финляндии.

### Численность населения
В XIX веке
В XX веке
В XXI веке

## Планировка города
Самая старая из сохранившихся карт Турку датирована 1634 годом и, вероятно, составлена инженером Улофом Гангиусом.
Река Аурайоки, одна из крупнейших в Финляндии, делит город на две части — северную и южную. Берега связывают семь мостов. В нижнем течении реки, там где мост мешал бы судоходству, переправу пешеходов и велосипедистов осуществляет бесплатный паром Фёри.
Город делится на 9 округов, которые состоят из более мелких территориальных единиц — районов (в общей сложности их насчитывается 134).
- Центральный округ
- Округ Хирвенсало-Какскерта
- Округ Скансси-Уиттамо
- Округ Итяхарью-Вариссуо
- Округ Коройнен
- Округ Тампереэнтие
- Округ Кунинкойа
- Округ Пансио-Юрккяля
- Округ Маариа-Пааттинен

## Экономика
В районе Купиттаа работает центр высоких технологий — Технопарк Турку. На западе города находится судоверфь, строящая международные круизные лайнеры. В 2014 году финское государство и немецкая судостроительная компания Meyer Werft приняли решение о покупке судоверфи у концерна STX Europe. Напротив судоверфи расположен нефтеперерабатывающий комбинат.

### Порт
Порт Турку является самым старым в Финляндии, он упоминается арабским географом Ал-Идриси в 1154 году в книге Китаб Рудьяр.
Порт расположен на берегу Архипелагового моря к западу от центра города. Через порт проходит в год свыше 4 млн тонн грузов и свыше 4 млн пассажиров. Порт единственный в стране для принятия железнодорожных паромов.

## Транспорт
Турку — крупный транспортный узел Финляндии. В городе пересекаются автомобильные и железнодорожные магистрали, имеются крупные морской и речной порты, а также аэропорт.

### Автомобильный
Основой дорожной сети является автомагистраль E 18 ведущая через порт в Швецию и Норвегию, а в Финляндии по маршруту: Турку — Хельсинки — Котка (и далее на Санкт-Петербург). В 2013 году Европейским союзом принят проект, предполагающий финансирование развития коммерческой и предпринимательской деятельности вдоль трассы.
Другая магистраль E 63 соединяет: Турку — Тампере — Ювяскюля — Куопио. Ещё один маршрут E 08 соединяет: Турку — Раума — Пори — Вааса — Коккола — Раахе — Оулу — Кеми — Торнио — Тромсё.
Старая Королевская дорога проходит по маршруту Турку — Хямеэнлинна — Выборг. С соседними районами город связывают кольцевая дорога (40) и дорога Турку-Наантали.
Строительство новых автомагистралей стало частью генплана Турку (2000). Частично введена в эксплуатацию Кольцевая дорога по Турку. Реализуется план застройки Хельсингинкату, который позволит построить новый мост через реку Ауру между Хямеентие и Анинкайстенсилта. После завершения строительства грузовой транспорт пойдёт в обход центра.

### Городской
Городской общественный транспорт Турку — автобус. Организацией маршрутов и управление городским транспортом осуществляется Бюро общественного транспорта Турку (фин. Turun joukkoliikennetoimisto), расположенное на Торговой площади. Автобусная сеть развитая, расписание движения соблюдается. Главная транспортная развязка в городе — торговая площадь (фин. kauppatori), куда приходят практически все автобусы. Особенность движения автобусов в Турку-отсутствие кольцевых маршрутов, все автобусы доезжают до торговой площади, где совершается пересадка.
Билет (фин. kertalippu) стоит 3 евро, он действует в течение 2 часов и позволяет совершать поездки на разных автобусных маршрутах. Стоимость суточного проездного билета на 24 часа (фин. matkailulippu) — 7 евро. Существует система скидок и приложение для смартфонов Föli).
Трамвай функционировал в Турку в 1908—1972 годах. В будущем предусмотрено развитие рельсового транспорта.

### Велосипедный
Вне центра города развита сеть дорожек для велосипедистов и пешеходов, однако внутри городской «шахматной доски» их устройство вызывает определённые трудности. Дорожки для лёгкого транспорта проложены преимущественно в зелёных зонах.

### Междугородний
В центральной части города находится автовокзал (фин. linja-autoasema), от которого отправляются междугородние автобусы. Ежедневно ходит международный автобус до Санкт-Петербурга через Хельсинки.
Оплата проезда осуществляется как на автостанции, так и непосредственно у водителя (или кассира, работающего на линии). Пассажир называет водителю место своего следования (или остановки). При покупке билета в оба конца (фин. meno-paluu) даётся скидка (обратный билет действует в течение 30 календарных дней).
С 4 июня 2012 года бюджетная автобусная компания Onnibus из города Райсио получила лицензию на осуществление перевозок по маршруту Райсио — Турку — Хельсинки.
С февраля 2015 года на маршруте Турку — Хельсинки будет действовать также компания лоу-костер Åbus.

### Железнодорожный
Железнодорожный вокзал Турку — крупный транспортный узел, расположенный вблизи от исторического центра и соединяющий город со всеми крупнейшими населёнными пунктами Финляндии. Эксплуатацию осуществляет компания VR, объявившая о закрытии в 2015 году железнодорожного депо.
Пассажирские поезда, приходящие на железнодорожный вокзал Турку из других городов, далее следуют в порт Турку, к паромам на Стокгольм. В конце 1995 года железнодорожная ветка Турку-Хельсинки была электрифицирована для движения скоростных поездов.
В 2016 году начато рассмотрение вопроса о строительстве экспериментального участка вакуумных поездов по маршруту Турку — Сало. Hyperloop предполагает движение с помощью магнитной левитации внутри труб в вакууме или сильно разрежённом воздухе. Отсутствие воздушного сопротивления и трения позволит двигаться со скоростью более 1000 км/ч. По высокоскоростной железной дороге из Хельсинки в Стокгольм можно было бы добраться за 28 минут.

### Морской
Из порта Турку (фин. Turun satama) ежедневно отправляются паромы в Стокгольм (265 км; 9,5 часов хода), а также в Мариехамн и Лонгнес (Аландские острова).
Пассажирские перевозки осуществляют паромы компаний Silja Line (Baltic Princess отправление вечером, M/S Galaxy — утром) и Viking Line (M/S Viking Grace — вечером, M/S Amorella — утром) и SeaWind Line. Отмечается рост пассажирских перевозок.
Новый генплан Турку (2000 год) закрыл как нерациональную существовавшую ранее идею переноса порта в район Пансио.

### Аэропорт
Аэропорт Турку находится в 8 км севернее центральной части города. До аэропорта от торговой площади ходит автобус № 1. Кроме внутренних рейсов, осуществляются полеты в Стокгольм, Копенгаген, Ригу и Гданьск. Для расширения здания аэропорта Управление воздушного транспорта составило проект, который даёт возможность увеличить объём нового строительства в соответствии с новым генпланом города (2000).

## Телекоммуникации и СМИ

### Газеты
Основанная в 1904 году ежедневная газета на финском языке «Turun Sanomat» на конец 2011 года имела тираж 103 314 экземпляров. Вторым по значимости изданием является газета на шведском языке — «Åbo Underrättelser».

## Почётные консульства
В Турку находятся почётные консульства ряда стран:
| Страна   | Финское название           | Адрес в Турку                   | Телефон                 | Примечания        |
| -------- | -------------------------- | ------------------------------- | ----------------------- | ----------------- |
| Австрия  | фин. Itävallan Konsulaatti | Linnankatu 36 B, 20100 Turku    | tel: +358 (0)2-232 3948 |                   |
| Германия | фин. Saksan Konsulaatti    |                                 |                         |                   |
| Греция   | фин. Kreikan Konsulaatti   | Kauppiaskatu 9, Turku           | tel: +358 (0)2-334 4201 |                   |
| Дания    | фин. Tanskan Konsulaatti   | Itäinen Pitkäkatu 4, Turku      | tel: +358 (0)2-276 5000 |                   |
| Италия   | фин. Italian Konsulaatti   | Linnankatu, 3A, 20100 Turku     | tel: +358 010 425 1100  | Пн. Ср. Пт. 10-12 |
| Норвегия | фин. Norjan Konsulaattii   | Olavintie 2, Turku              | tel: +358 010 55010     |                   |
| Польша   | фин. Puolan Konsulaatti    | Veistämönaukio 1-3, 20100 Turku | tel: +358 (0)2-281 3186 |                   |
| Франция  | фин. Ranskan Konsulaatti   | Linnankatu, 3A, 20100 Turku     |                         |                   |
| Швеция   | фин. Ruotsin Konsulaatti   | Kauppiaskatu 5, 20100 Turku     | tel: +358 (0)2-233 1310 |                   |

## Достопримечательности

### Культовые здания
В старинном лютеранском Кафедральном соборе (фин. Tuomiokirkko; швед. Domkyrkan) хоры с напрестольным образом шведского живописца Вестина и фресками Экмана, надгробные капеллы знаменитых деятелей с картинами на стекле Владимира Сверчкова, также сооруженный в 1865 году великолепный саркофаг шведской королевы Катарины Монсдоттер (ум. 1612).
Небольшой, но оригинальный по архитектуре и отделанный внутри православный Александровский храм украшен иконами работы финского художника Берндта Гудэнйелма.
|                                  |                                  |                               |                                 |          |
| Кафедральный собор (лютеранский) | Михайловский собор (лютеранский) | Церковь Мартина (лютеранский) | Церковь Екатерины (лютеранская) | Синагога |

- Александровский храм 
 (финский)
- Церковь Святой Бригитты 
 (католическая)
- Церковь Бетел 
 (адвентистов)

### Музеи
В Турку и его окрестностях находятся ряд музеев, имеющих общенациональное значение для Финляндии. В 2009 году наиболее известные из них посетило 707 624 человека:
| Место |  | Достопримечательность       | Посетителей | Место |  | Достопримечательность            | Посетителей |
| ----- |  | --------------------------- | ----------- | ----- |  | -------------------------------- | ----------- |
| 1.    |  | Aboa Vetus & Ars Nova       | 167 751     | 7.    |  | Музей Вяйне Аалтонена            | 18 443      |
| 2.    |  | Кафедральный собор Турку    | 159 451     | 8.    |  | Ферма Курала                     | 16 760      |
| 3.    |  | Forum Marinum               | 119 511     | 9.    |  | Ботанический сад                 | 15 650      |
| 4.    |  | Исторический музей          | 113 207     | 10.   |  | Музей-аптека и Особняк Квенселов | 12 408      |
| 5.    |  | Музей ремесла Луостаринмяки | 35 596      | 11.   |  | Биологический музей              | 10 024      |
| 6.    |  | Художественный музей        | 30 311      | 12.   |  | Музей музыки                     | 8512        |

|                    |                      |                       |               |              |
| Исторический музей | Художественный музей | Aboa Vetus & Ars Nova | Музей ремёсел | Музей музыки |

|                       |               |                |                     |              |
| Музей Вяйне Аалтонена | Forum Marinum | Суомен Йоутсен | Биологический музей | Музей-аптека |

|                  |              |                    |                   |          |
| Ботанический сад | Ферма Курала | Музей мореплавания | Дом-музей Ett Hem | Бринкала |

### Архитектура
Архитектура Турку XVIII—XX веков представлена классицизмом, национальным романтизмом и финским функционализмом. Здание университета, потом — губернаторский дом, замечательно своим залом с шестью горельефами шведского скульптора Каймберга.

#### Площади
В генеральном плане Турку архитектор Карл Энгель запланировал строительство восьми площадей, однако, лишь только часть этого проекта была осуществлена.
|                |                  |                  |               |                     |
| Старая площадь | Торговая площадь | Дровяная площадь | Малая площадь | Судоверфная площадь |

#### Театры
- Шведский театр
- «Медный» театр
- Концертный зал

#### Отдельные здания
- Академия Або
- Шведский лицей
- Библиотека Турку
- Рынок

### Развлечения
- Свиноутка близ отеля-аквапарка «Карибия»
- Кафе «Puutorin Vessa» (буквально «Туалет на Дровяной площади»).

## Мероприятия, проводимые в Турку
В 2003, 2009 и 2010 годах в город заходила международная регата парусных судов The Tall Ships' Races.
На острове Руиссало ежегодно летом проводится рок-фестиваль Ruisrock. В 2010 году он отметил своё сорокалетие.
Летом проводится мероприятие DBTL (Down by the Laituri) — фестиваль в центре города с участием именитых исполнителей.

## Побратимские связи
| Страна   |          | Город      | Год         | Примечания |
| -------- | -------- | ---------- | ----------- | ---------- |
| Норвегия | Норвегия | Берген     | с 1946 года |            |
| Швеция   | Швеция   | Гётеборг   | с 1946 года |            |
| Дания    | Дания    | Орхус      | с 1946 года |            |
| Польша   | Польша   | Гданьск    | с 1958 года |            |
| Румыния  | Румыния  | Констанца  | с 1963 года |            |
| Болгария | Болгария | Варна      | с 1963 года |            |
| Германия | Германия | Росток     | с 1963 года |            |
| Германия | Германия | Кёльн      | с 1967 года |            |
| Венгрия  | Венгрия  | Сегед      | с 1971 года |            |
| Словакия | Словакия | Братислава | с 1976 года |            |
| Италия   | Италия   | Флоренция  | с 1992 года |            |
| Китай    | Китай    | Тяньцзинь  | с 2000 года |            |
| Эстония  | Эстония  | Тарту      | с 2008 года |            |

| Страна  |         | Город      | Год | Примечания |
| ------- | ------- | ---------- | --- | ---------- |
| Эстония | Эстония | Таллин     |     |            |
| Эстония | Эстония | Курессааре |     |            |

#### Бывшие города-побратимы
- Россия, Санкт-Петербург (с 1953 года)[64][65]. Турку приостанавливает сотрудничество в связи с нападением России на Украину[66].